# Paraeuchaeta pubera
Paraeuchaeta pubera är en kräftdjursart som först beskrevs av Georg Ossian Sars 1907.  Paraeuchaeta pubera ingår i släktet Paraeuchaeta och familjen Euchaetidae. Inga underarter finns listade i Catalogue of Life.